# Federación de Iglesias Evangélicas Bautistas de Francia
La Federación de Iglesias Evangélicas Bautistas de Francia (en francés: Fédération des Églises évangéliques baptistes de France) es una asociación cristiana evangélica de iglesias bautistas que tiene su sede en París, Francia. Ella está afiliada a la Alianza Bautista Mundial y al Consejo Nacional de Evangélicos de Francia.

## Historia
La federación tiene sus orígenes en una misión bautista en Nomain, por el misionero suizo Henri Pyt y su esposa Jeanne Pyt, en 1820. En 1836, la escuela pastoral bautista de Douai abrió sus puertas. En 1838, se establecieron 7 iglesias bautistas y 150 miembros. En 1910, diez iglesias bautistas fundaron la Federación de iglesias bautistas evangélicas del norte de Francia. En 1922, la Federación tenía iglesias en varias regiones de Francia y pasó a llamarse "Federación de Iglesias Evangélicas Bautistas de Francia". En 1937, la Federación de Iglesias Bautistas fundó la Misión Interior Bautista (MIB) para plantar nuevas iglesias en Francia. Según un censo de la asociación, en 2023 dijo que tenía 106 iglesias y 5,885 miembros.

## Organización Misionera
La Convención tiene una organización misionera, EBM International. 

## Programas sociales
Tiene una organización humanitaria, Association Baptiste pour l’Entraide et la Jeunesse. 